# Cinais
Cinais est une commune française du département d'Indre-et-Loire, en région Centre-Val de Loire. Elle fait partie du parc naturel régional Loire-Anjou-Touraine et est inscrite au patrimoine mondial de l'Unesco.

## Géographie
|        | Beaumont-en-Véron La Vienne | Chinon             |
| Thizay | Cinais                      |                    |
|        | Seuilly                     | La Roche-Clermault |

### Paysages
Le territoire de Cinais est topographiquement composé de trois entités bien distinctes du nord au sud : des bords de Vienne jusqu'au pied du plateau se détache la plaine alluviale de la rivière, vouée à l'élevage des vaches et des oies (on retrouve l'existence de cet élevage dès le XVe siècle, lorsque Rabelais parle des « Oies de Pontilles »).
Le plateau, avec en son point culminant à 110 mètres, le Camp des Romains, compte au moins 25 essences de bruyères. Enfin, le versant sud du plateau abrite le village où les maisons ont été creusées suffisamment haut dans le coteau afin de ne pas empiéter sur les parcelles cultivables. La rivière la Vienne et la rivière le Negron sont les principaux cours d'eau qui bordent la commune de Cinais.

### Hydrographie

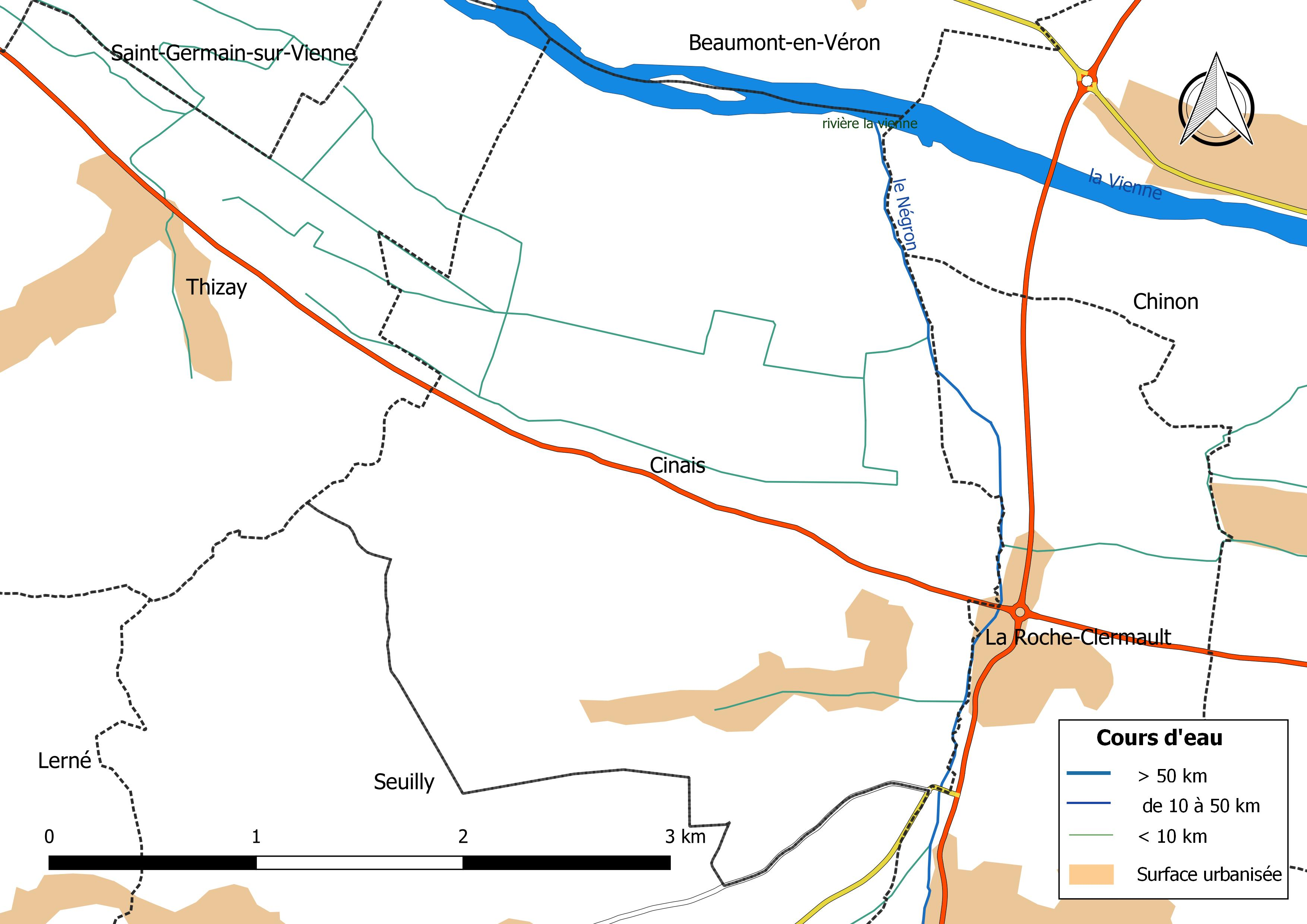
Réseau hydrographique de Cinais.

La commune est bordée sur son flanc nord par la Vienne (1,218 km), qui en constitue la limite communale. Le réseau hydrographique communal, d'une longueur totale de 12,26 km, comprend un autre cours d'eau notable, le Négron (1,686 km), et neuf petits cours d'eau pour certains temporaires,.
La Vienne, d'une longueur totale de 363,3 km, prend sa source sur le plateau de Millevaches, dans la Creuse, à une altitude comprise entre 860 et 895 m et se jette dans la Loire à Candes-Saint-Martin, à 30 m d'altitude, après avoir traversé 96 communes. La station de Chinon permet de caractériser les paramètres hydrométriques de la Vienne. Le débit mensuel moyen (calculé sur 10 ans pour cette station) varie de 49 m3/s au mois d'août  à 352 m3/s au mois de février. Le débit instantané maximal observé sur cette station est de 1 610 m3/s le 2 juin 2016, la hauteur maximale relevée a été de 5,39 m le 4 mars 2007,.
Sur le plan piscicole, la Vienne est classée en deuxième catégorie piscicole. Le groupe biologique dominant est constitué essentiellement de poissons blancs (cyprinidés) et de carnassiers (brochet, sandre et perche).
Le Négron, d'une longueur totale de 25,5 km, prend sa source dans la commune de Loudun (Vienne) et se jette dans la Vienne dans la commune, après avoir traversé 10 communes. 
Sur le plan piscicole, le Négron est également classé en deuxième catégorie piscicole.
Deux zones humides ont été répertoriées sur la commune par la direction départementale des territoires (DDT) et le conseil départemental d'Indre-et-Loire : « Le Marais de Taligny » et « Basse la vallée de la Vienne rive gauche »,.

### Climat
Pour des articles plus généraux, voir Climat du Centre-Val de Loire et Climat d'Indre-et-Loire.
En 2010, le climat de la commune est de type climat océanique altéré, selon une étude du CNRS s'appuyant sur une série de données couvrant la période 1971-2000. En 2020, Météo-France publie une typologie des climats de la France métropolitaine dans laquelle la commune est toujours exposée à un climat océanique altéré et est dans la région climatique Moyenne vallée de la Loire, caractérisée par une bonne insolation (1 850 h/an) et un été peu pluvieux.
Pour la période 1971-2000, la température annuelle moyenne est de 11,9 °C, avec une amplitude thermique annuelle de 14,6 °C. Le cumul annuel moyen de précipitations est de 617 mm, avec 10,4 jours de précipitations en janvier et 6,4 jours en juillet. Pour la période 1991-2020, la température moyenne annuelle observée sur la station météorologique de Météo-France la plus proche, « Chinon - Viti », sur la commune de Chinon à 5 km à vol d'oiseau, est de 12,8 °C et le cumul annuel moyen de précipitations est de 671,9 mm,. Pour l'avenir, les paramètres climatiques de la commune estimés pour 2050 selon différents scénarios d'émission de gaz à effet de serre sont consultables sur un site dédié publié par Météo-France en novembre 2022.

## Urbanisme

### Typologie
Au 1er janvier 2024, Cinais est catégorisée commune rurale à habitat dispersé, selon la nouvelle grille communale de densité à sept niveaux définie par l'Insee en 2022.
Elle est située hors unité urbaine. Par ailleurs la commune fait partie de l'aire d'attraction de Chinon, dont elle est une commune de la couronne,. Cette aire, qui regroupe 20 communes, est catégorisée dans les aires de moins de 50 000 habitants,.

### Occupation des sols
L'occupation des sols de la commune, telle qu'elle ressort de la base de données européenne d’occupation biophysique des sols Corine Land Cover (CLC), est marquée par l'importance des territoires agricoles (64,2 % en 2018), en diminution par rapport à 1990 (68,2 %). La répartition détaillée en 2018 est la suivante : 
terres arables (28,1 %), forêts (28,1 %), zones agricoles hétérogènes (23,4 %), prairies (12,7 %), zones urbanisées (6 %), eaux continentales (1,7 %). L'évolution de l’occupation des sols de la commune et de ses infrastructures peut être observée sur les différentes représentations cartographiques du territoire : la carte de Cassini (XVIIIe siècle), la carte d'état-major (1820-1866) et les cartes ou photos aériennes de l'IGN pour la période actuelle (1950 à aujourd'hui).

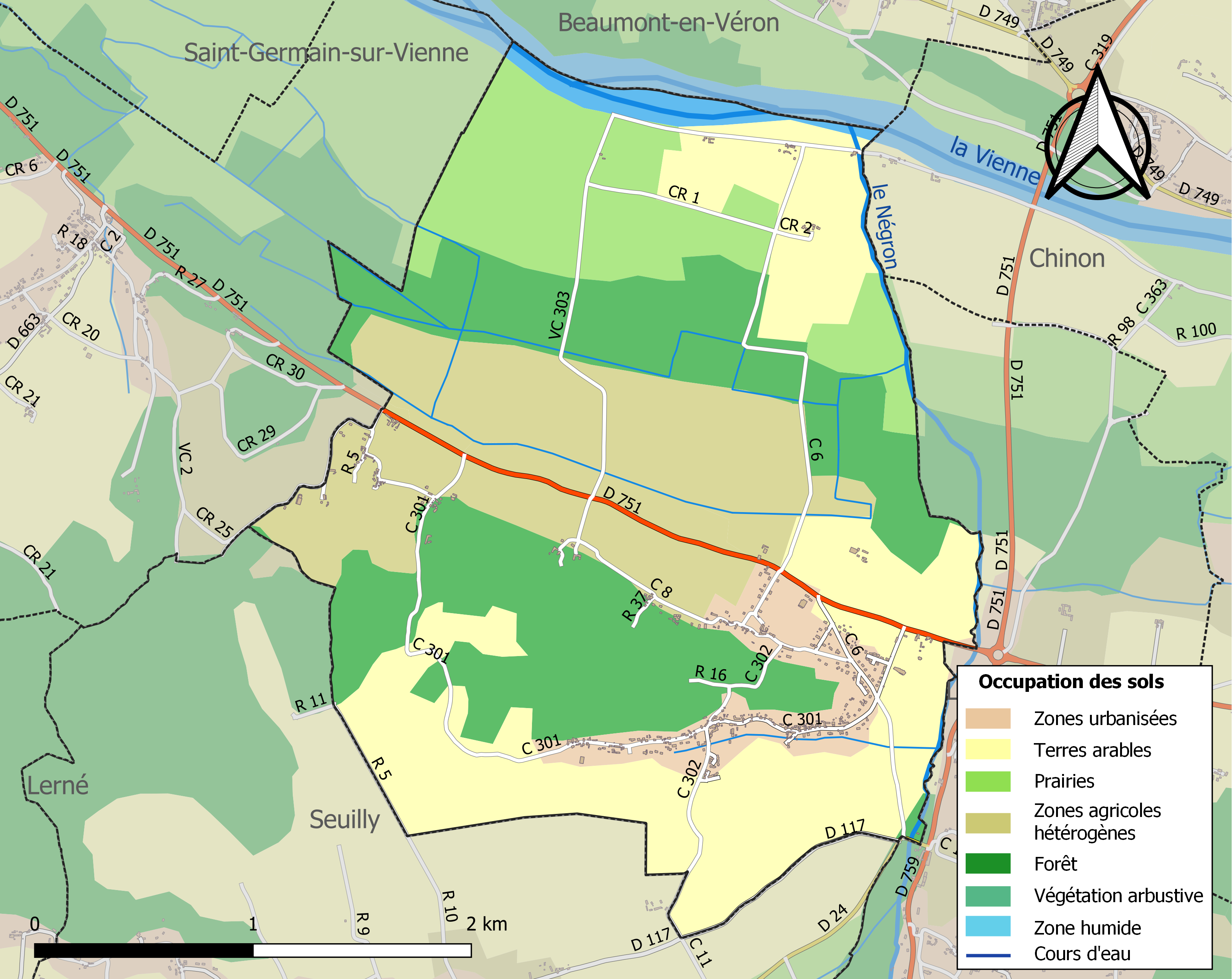
Carte des infrastructures et de l'occupation des sols de la commune en 2018 (CLC).

### Risques majeurs
Le territoire de la commune de Cinais est vulnérable à différents aléas naturels : météorologiques (tempête, orage, neige, grand froid, canicule ou sécheresse), inondations, feux de forêts, mouvements de terrains et séisme (sismicité faible). Il est également exposé à deux risques technologiques, la rupture d'un barrage et le risque nucléaire. Un site publié par le BRGM permet d'évaluer simplement et rapidement les risques d'un bien localisé soit par son adresse soit par le numéro de sa parcelle.

#### Risques naturels
Certaines parties du territoire communal sont susceptibles d’être affectées par le risque d’inondation par débordement de cours d'eau, notamment le Négron et la Vienne. La commune a été reconnue en état de catastrophe naturelle au titre des dommages causés par les inondations et coulées de boue survenues en 1982, 1993, 1999 et 2013,.
Pour anticiper une remontée des risques de feux de forêt et de végétation vers le nord de la France en lien avec le dérèglement climatique, les services de l’État en région Centre-Val de Loire (DREAL, DRAAF, DDT) avec les SDIS ont réalisé en 2021 un atlas régional du risque de feux de forêt, permettant d’améliorer la connaissance sur les massifs les plus exposés. La commune, étant pour partie dans le massif de Fontevraud, est classée au niveau de risque 2, sur une échelle qui en comporte quatre (1 étant le niveau maximal).

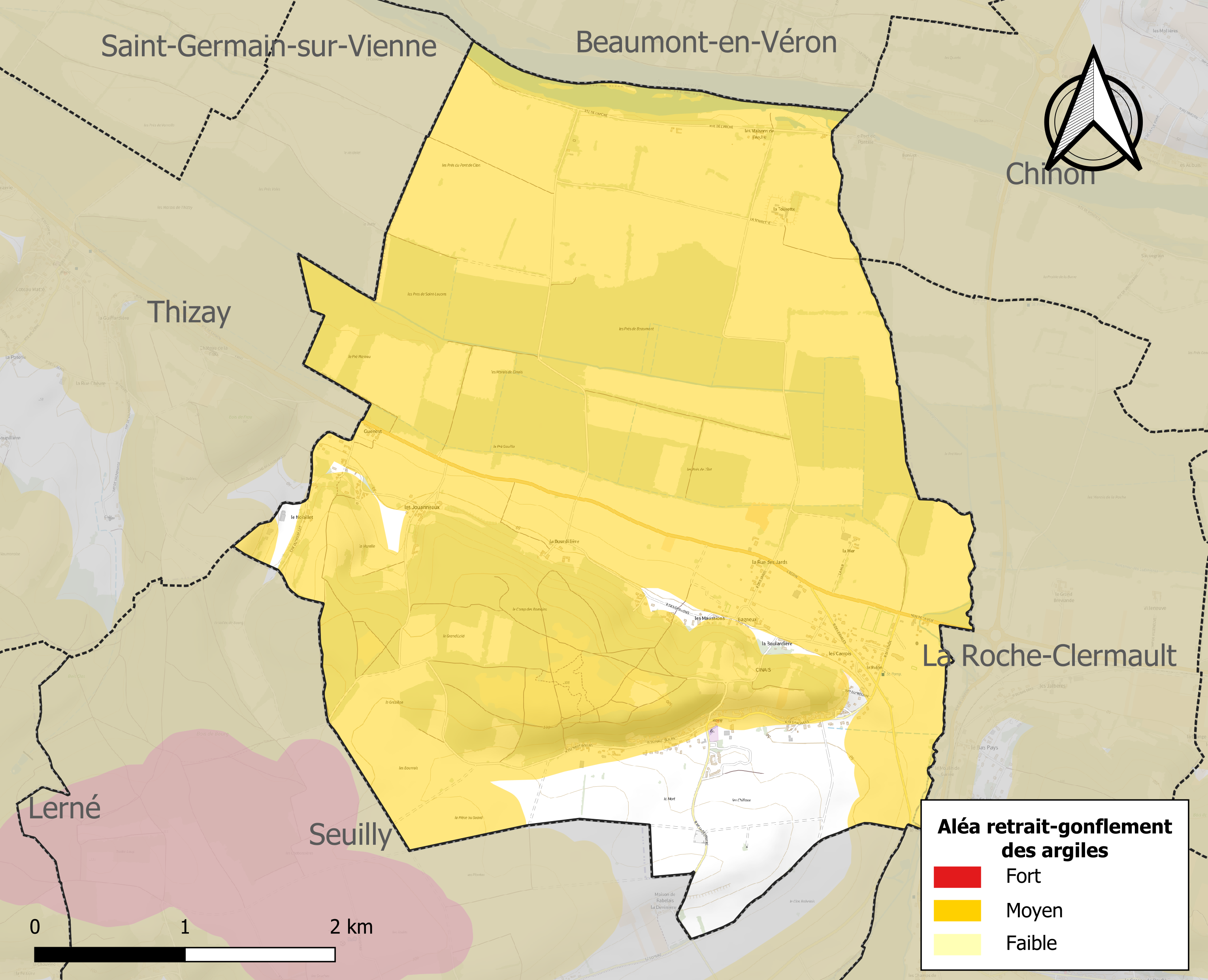
Carte des zones d'aléa retrait-gonflement des sols argileux de Cinais.

La commune est vulnérable au risque de mouvements de terrains constitué principalement du retrait-gonflement des sols argileux. Cet aléa est susceptible d'engendrer des dommages importants aux bâtiments en cas d’alternance de périodes de sécheresse et de pluie. 89,8 % de la superficie communale est en aléa moyen ou fort (90,2 % au niveau départemental et 48,5 % au niveau national). Sur les 250 bâtiments dénombrés sur la commune en 2019, 191 sont en aléa moyen ou fort, soit 76 %, à comparer aux 91 % au niveau départemental et 54 % au niveau national. Une cartographie de l'exposition du territoire national au retrait gonflement des sols argileux est disponible sur le site du BRGM,.
Concernant les mouvements de terrains, la commune a été reconnue en état de catastrophe naturelle au titre des dommages causés par la sécheresse en 1996, par des mouvements de terrain en 1999 et par des glissements et éboulements rocheux en 2000.

#### Risques technologiques
Une partie du territoire de la commune est en outre située en aval d'une digue. À ce titre elle est susceptible d’être touchée par l’onde de submersion consécutive à la rupture de cet ouvrage.
En cas d’accident grave, certaines installations nucléaires sont susceptibles de rejeter dans l’atmosphère de l’iode radioactif. La commune étant située dans le périmètre immédiat de 5 km autour de la centrale nucléaire de Chinon, elle est exposée au risque nucléaire. À ce titre les habitants de la commune ont bénéficié, à titre préventif, d'une distribution de comprimés d’iode stable dont l’ingestion avant rejet radioactif permet de pallier les effets sur la thyroïde d’une exposition à de l’iode radioactif. En cas d'incident ou d'accident nucléaire, des consignes de confinement ou d'évacuation peuvent être données et les habitants peuvent être amenés à ingérer, sur ordre du préfet, les comprimés en leur possession.

## Histoire
Une agglomération secondaire antique occupe sans doute une partie du bourg moderne de Cinais. Les seuls vestiges attestés en sont des thermes mis au jour à la faveur d'une opération d'urbanisme. Ancien fief appartenant à l'abbaye de Seuilly, la commune, citée dès le XIIIe siècle dans le cartulaire de l'archevêché de Tours, ne fixera l'orthographe de son nom qu'au début de ce siècle. Dans la commune sont recensées de belles demeures, constructions des XVe et XVIe siècles, telles que la Boulardière.

## Politique et administration

### Politique environnementale
Dans son palmarès 2016, le Conseil National des Villes et Villages Fleuris de France a attribué une fleur à la commune au Concours des villes et villages fleuris.

## Population et société

### Démographie
L'évolution du nombre d'habitants est connue à travers les recensements de la population effectués dans la commune depuis 1793. Pour les communes de moins de 10 000 habitants, une enquête de recensement portant sur toute la population est réalisée tous les cinq ans, les populations de référence des années intermédiaires étant quant à elles estimées par interpolation ou extrapolation. Pour la commune, le premier recensement exhaustif entrant dans le cadre du nouveau dispositif a été réalisé en 2005.

En 2022, la commune comptait 378 habitants, en évolution de −10,64 % par rapport à 2016 (Indre-et-Loire : +1,67 %, France hors Mayotte : +2,11 %).
| 1793 | 1800 | 1806 | 1821 | 1831 | 1836 | 1841 | 1846 | 1851 |
| ---- | ---- | ---- | ---- | ---- | ---- | ---- | ---- | ---- |
| 499  | 474  | 538  | 549  | 552  | 534  | 524  | 518  | 526  |

| 1856 | 1861 | 1866 | 1872 | 1876 | 1881 | 1886 | 1891 | 1896 |
| ---- | ---- | ---- | ---- | ---- | ---- | ---- | ---- | ---- |
| 482  | 491  | 504  | 476  | 471  | 447  | 456  | 466  | 475  |

| 1901 | 1906 | 1911 | 1921 | 1926 | 1931 | 1936 | 1946 | 1954 |
| ---- | ---- | ---- | ---- | ---- | ---- | ---- | ---- | ---- |
| 452  | 445  | 432  | 354  | 326  | 332  | 335  | 320  | 356  |

| 1962 | 1968 | 1975 | 1982 | 1990 | 1999 | 2005 | 2006 | 2010 |
| ---- | ---- | ---- | ---- | ---- | ---- | ---- | ---- | ---- |
| 337  | 315  | 292  | 405  | 430  | 438  | 449  | 438  | 446  |

| 2015 | 2020 | 2022 | - | - | - | - | - | - |
| ---- | ---- | ---- | - | - | - | - | - | - |
| 426  | 386  | 378  | - | - | - | - | - | - |

### Enseignement
Cinais se situe dans l'Académie d'Orléans-Tours (Zone B) et dans la circonscription de Chinon.
L'école primaire accueille les élèves de la commune.

## Vie locale

### Services, commerces, artisanat, loisirs
- Auberge « Le Palmier »
- Assistantes maternelles
- Chambres d'hôtes : « Le Noisillet » et « Les Jards » le" Carroy Brion"
- Charpente / couverture
- École maternelle (au sein d'un RPI)
- École d'équitation « Le Noisillet »
- Entreprises de peinture
- Ferme du Haut Bourg (volailles fermières et foie gras)
- Garderie pré-scolaire « Copains Copines »
- Gîtes Ruraux : « La Bittonnerie », « Le Ragon » et « Les Ormeaux »
- Graveur sur verre
- Infirmières
- Plombiers / chauffagistes
- Sculpteur métal
- Sentier d'interprétation sur le camp des romains : « les mystères de la lande »
- Taxi

### Associations
- Association des parents d'élèves de Cinais - Seuilly - Lerné
- Comité des fêtes
- École de musique : « Musique en Rabelaisie »
- Randonneurs Rabelaisiens
- Football : AOCC (Avoine Olympique Chinon Cinais)

### Équipements
- Maison Communautaire (Espace socio-culturel)
- Cave communale
- Salle communale François-Rabelais
- Stade de football
- Terrain de ball-trap près du camp des Romains (le ball-trap consiste à tirer sur des plateaux d’argile ou des cibles mouvantes à l'aide d'armes de chasse à canons lisses).

## Culture locale et patrimoine

### Lieux et monuments
- Anciens moulins : le moulin à vent de la Devinière est un moulin-tour, il est mentionné sur les plans de 1780 et de 1782. La maison d'habitation en rez-de-chaussée, surélevée, porte la date 1718. Il parait avoir été entièrement reconstruit au XIXe siècle et a actuellement perdu ses ailes. En contrebas du village, un ancien moulin à vent de type cavier est en ruines.
- Cadrans solaires anciens : celui du Haut-Bourg et celui de la rue des Palmiers (rue principale) qui se trouve sur un mur d'une maison noble de la fin du XVe siècle.
- Le camp des Romains : vaste plateau parsemé de blocs de pierre qui domine le bourg et qui est en réalité une enceinte d'époque gauloise (sans doute un oppidum).
- Le cimetière : il est établi sur le site de l'ancienne église Saint-Martin maintenant disparue. Situé sur une hauteur, le site offre un point de vue sur la commune de Cinais, le château de Chinon, celui du Coudray-Montpensier à Seuilly, la commune de La Roche Clermonlt et les champs et forêts alentour.
- L'église : elle porte le nom de saint Hilaire, le formateur de saint Martin. L'église actuelle date de 1860 et est de style néogothique. La première église, qui se situait près du cimetière, était dédiée à saint Martin.
- Fermes : « la Mer », datant des XVIe et XIXe siècles, petit rendez-vous de chasse du XIXe et "la Bourdillière", datant du XVIIe siècle.
- Le hameau de Pontille : le long de la Vienne, célèbre pour ses vaches et pour ses oies, situé sur le GR3 qui est l'ancienne voie romaine allant de Chinon à Saumur.
- Nombreuses demeures entre XVe et XVIIe siècles dont la Boulardière (manoir des XVe et XVIe siècles qui est une ancienne ferme fortifiée comprenant une enceinte carrée avec une tour circulaire. Le logis est flanqué d'une tour d'escalier polygonale).
- Le pigeonnier troglodytique : il possède 180 trous de boulins carrés (emplacements de pigeons) sur sept rangées et se situe au-dessus d'un abri troglodytique datant du XVIe siècle.
- Présence de quelques caves troglodytiques

### Personnalités liées à la commune
- Saint Martin (316-397) : dans le « camp des Romains », parmi tous les blocs de pierre, deux ont été christianisés. Une légende se rattache à ces deux cailloux : "saint Martin ayant achevé la construction de l'église de Cinais, monta sur le camp d'où l'on découvre la vallée de la Vienne sur une grande profondeur. De cet endroit, montant sur un caillou, il lança son « têtu » de maçon en disant : Là où mon têtu tombera, je bâtirai ma nouvelle église". L'outil tomba à Candes… Le caillou garda l'empreinte de son pied. Le saint alla ensuite s'asseoir sur un bloc voisin : ce dernier prit la forme d'un fauteuil confortable. Telle est la légende des cailloux dits "le Pas de saint Martin" et "le Siège de saint Martin", racontée par les habitants du pays.
- François Rabelais (1494-1553) : dans ses ouvrages "Gargantua" et "Pantagruel", c’est peut-être au camp des Romains qu'il fait allusion quand il parle du « camp de Brûlevieille » où Gargantua fait enterrer une partie des morts de la guerre picrocholine.
- Pierre Bertrand Chesnon de Baigneux (1747-1831), homme politique, maire de Chinon, député du tiers-état aux États généraux de 1789, député d'Indre-et-Loire de 1812 à 1814.
- Jérôme Besnard (1900-1968), prêtre et résistant, fut curé et secrétaire de mairie de Cinais de 1932 à 1943. Évadé de captivité en 1941, de retour à Cinais, il profite de ses fonctions à la mairie pour aider Juifs et évadés en leur fournissant de faux papiers[37].
- Arthur Le Civil aka le génie gazeux, le grand récolteur, le géant de gaz, la montgolfière. Perdant suprême de la saison 4 de high et fines herbes, bourgmestre de la ville de Cinais.